# Формула Остроградського
Формула Острогра́дського — формула, що виражає потік векторного поля через замкнену поверхню через інтеграл від дивергенції цього поля по об'єму, замкнутий під поверхнею.
Якщо векторне поле задане диференційовними функціями {\displaystyle P(x,y,z)}, {\displaystyle Q(x,y,z)} та {\displaystyle R(x,y,z)}, то
{\displaystyle \iiint \limits _{V}\left({\frac {\partial P}{\partial x}}+{\frac {\partial Q}{\partial y}}+{\frac {\partial R}{\partial z}}\right)dxdydz=\iint \limits _{S}Pdydz+Qdxdz+Rdxdy}.
У векторній формі її можна переписати як
{\displaystyle \iiint \limits _{V}{\text{div}}\,\mathbf {F} dV=\iint \limits _{S}\mathbf {F} d\mathbf {S} },
де
{\displaystyle \mathbf {F} } — векторне поле.
Михайло Васильович Остроградський довів цю рівність у 1831 році.
Окремі випадки загальної формули були відомі й раніше. Двовимірний аналог цієї формули називають формулою Гріна, а сама формула також відома під назвою формула Гаусса або формула Остроградського — Гаусса.
Твердження формули є окремим випадком загальної теореми Стокса.
Теорема Остроградського застосовується при вивченні процесів, які описуються векторними полями (напр., гравітаційним полем, полем напруг, електромагнітним та магнітним полями, полем швидкостей рідини тощо).